# 조엘 고든

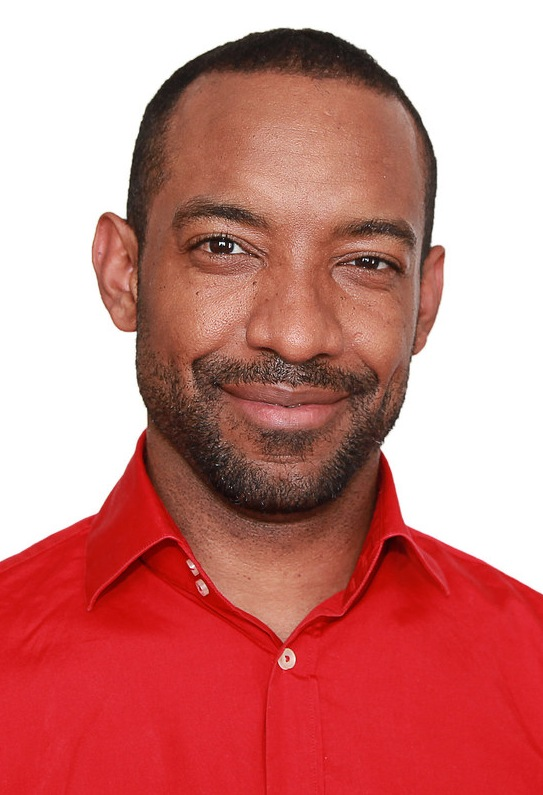

조엘 고든(Joel Gordon, 1975년 11월 15일 ~ )은 캐나다의 배우, 영화 감독이다.
토론토에서 태어났다.

## 영화
- 맥스 페인 (2008년) - 오웬 그린 역
- 스토커 (2001년)
- 레이건 저격 사건 (2001년)
- 데인저 씨 (2001년)
- 캠퍼스 레전드 2 (2000년)
- 로리 잭슨 스토리 (1999년)
- 벤데타 (1999년)
- 디스 이즈 마이 파더 (1998년)
- 다운 인 더 델타 (1998년)
- 데이트 소동 (1998년)
- 나이트 오브 데몬스 3 (1997년)
- 갱 인 블루 (1996년)
- Rude (1995)
- 정글그라운드 (1995년)